# Eric (Cronache dei vampiri)
Eric è un personaggio immaginario, protagonista della saga di romanzi Cronache dei vampiri scritta da Anne Rice. È un vampiro europeo nato nel Basso Medioevo.

## Biografia del personaggio
Eric nasce intorno al 1030 a.C., in Europa. All'età di 30 anni viene vampirizzato da Maharet. Il personaggio viene descritto come un europeo dagli occhi castani.